# La Crau
La Crau település Franciaországban, Var megyében. Lakosainak száma 19 416 fő (2022. január 1.). La Crau Carqueiranne, Cuers, La Farlède, La Garde, Hyères, Pierrefeu-du-Var, Solliès-Pont és Solliès-Ville községekkel határos.

## Népesség
A település népességének változása:
| Lakosok száma | 16 612 | 17 292 | 18 292 | 18 288 | 18 506 | 18 774 | 19 052 | 19 179 | 19 416 |
|               | 2013   | 2015   | 2016   | 2017   | 2018   | 2019   | 2020   | 2021   | 2022   |

## Testvérvárosok
- Villeneuve, Svájc, 1987 óta
- Rosa, Olaszország, 2006 óta